# Mobscene
Mobscene, skrivet mOBSCENE, är en sång framförd av Marilyn Manson. Sången, som släpptes som singel i april 2003, är skriven av Marilyn Manson och John 5. "Mobscene", som är den ledande singeln från albumet The Golden Age of Grotesque, nominerades till en Grammy Award för Best Metal Performance.
Musikvideon, som är inspirerad av burlesk och vaudeville, regisserades av Manson och Thomas Kloss. Dansarnas kläder designades av Manson och hans dåvarande flickvän Dita Von Teese.

## Låtförteckning
Internationell utgåva
1. "Mobscene"
2. "Tainted Love" (Re-Tainted Interpretation)
3. "Mobscene" (Rammstein's Sauerkraut Remix)
4. "Paranoiac"

USA
1. "Mobscene"
2. "Paranoiac"

## Medverkande
- Marilyn Manson – sång
- John 5 – gitarr
- Tim Sköld – elbas
- Madonna Wayne Gacy – keyboards
- Ginger Fish – trummor